# 千屋牛娘☆
千屋牛娘☆（ちやぎゅうむすめ）は、岡山県新見市のブランド牛「千屋牛」を広めるため、2014年7月に結成され2015年12月まで活動した女性ダンスユニットである。

## 概要
2014年9月にJA阿新の公認キャラクターとなり、二摩組合長（当時）から認定証が渡された。
2015年8月18日の公式Twitterで、研修生（二期生）の募集と”きょうか”、”くるみ”の2016年4月いっぱいでの卒業が発表された。しかし、その後具体的な募集活動は行われず、10月26日に公式Twitterで募集の中止が発表され、12月20日をもって活動を休止することがあわせて告知された。2015年12月20日のバスツアー&ラストライブ（新見千屋温泉いぶきの里）を以て活動を終了した。
2017年10月14日のJAあしん祭りにて千屋牛娘が1日限りの復活をする。